# هند العبادلة
هند العبادلة هي أستاذة كيمياء حائزة على عدة جوائز في جامعة ويلفريد لوريير في واترلو، أونتاريو، كندا. تدرس الكيمياء الفيزيائية البيئية والغلاف الجوي وتغير المناخ.

## النشأة والتعليم
نشأت العبادلة في الإمارات العربية المتحدة، حيث أصبحت مهتمة بالكيمياء خلال المدرسة الثانوية.  كانت متحمسة لإمكانية استخدام العلم لحماية البيئة. في النهاية درست الكيمياء في جامعة الإمارات العربية المتحدة وتخرجت عام 1999.  التحقت بجامعة أيوا في عام 1999 لدراسات الدكتوراه، وحصلت على درجة الدكتوراه في عام 2003. حصلت على جائزة أطروحة جامعة أيوا في الرياضيات والعلوم الفيزيائية والهندسة.

## الأبحاث
انتقلت إلى جامعة نورث وسترن للحصول على منحة ما بعد الدكتوراه للعمل مع فرانز جايجر. رغم أنها كانت تحب ولاية آيوا، إلا أن أحداث الحادي عشر من سبتمبر جعلت من أميركا مناخًا معاديًا للنساء والرجال المسلمين. عينت في قسم الكيمياء بجامعة ويلفريد لوريير كأستاذة مساعدة في عام 2005 وتمت ترقيتها في النهاية إلى أستاذة. حصلت على جائزة كلية كوتريل للعلوم من مؤسسة الأبحاث لدراسة التفاعلات السطحية للمركبات العضوية الزرنيخية مع المواد الماصة للتربة باستخدام التحليل الطيفي. هند تشغل منصب أستاذة مساعدة في جامعة واترلو. كما عملت كأستاذة زائرة في جامعة تورنتو وجامعة ترينت. وقد أتاحت لها جائزة بترو كندا لعام 2008 دراسة مركب زرنيخ عضوي في التربة والمياه. دعم بحثها من قبل الجمعية الكيميائية الأمريكية، ووزارة البحث والابتكار في أونتاريو، وشركة إمبريال أويل، والمؤسسة الكندية لعلوم المناخ والغلاف الجوي. إنها تدرس شيخوخة الهباء الجوي باستخدام الكيمياء الحاسوبية والنمذجة الرياضية والتحليل الطيفي. ألقت محاضرة في مؤتمر تيد في جامعة ويلفريد لورييه لعام 2014 بعنوان "الحلم والتصرف". في عام 2015 نشرت دراسة أظهرت أن تفاعلات الطور المائي للجواياكول والكاتيكول مع الحديد تؤدي إلى تكوين جزيئات ملونة ثانوية. سلطت هذه الدراسة الضوء على مسارات إضافية لنمو الجسيمات في الغلاف الجوي بالإضافة إلى تكوين الجسيمات ونموها من سلائف الطور الغازي.
في عام 2018 عينت كرئيسة أبحاث فولبرايت بكندا في مجال تغير المناخ، وستعمل في جامعة كاليفورنيا، إيرفين، لعام 2019. سمح لها هذا المنصب بتدريس دورة تدريبية حول التحفيز البيئي وإجراء أبحاث حول الكيمياء متعددة المراحل في الهباء الجوي المحفز بالمعادن. وهي أيضًا عضو مجلس إدارة في شركة نانو أونتاريو.

## أعمالها
1. دراسة امتصاص الماء على أسطح أكسيد الألومنيوم باستخدام تقنية تحويل فورييه للأشعة تحت الحمراء.[19]
2. بنية المياه السطحية والخصائص الاسترطابية للبوليمرات العضوية الثانوية الماصة للضوء ذات الأهمية الجوية.[20]
3. تكوين فعال لجسيمات نانوية بوليمرية ماصة للضوء من تفاعل أكسيد الحديد الثلاثي Fe(III) القابل للذوبان مع أحماض ثنائية الكربوكسيل مثل سي فور وC6.[21]
4. دراسات انعكاس كلي مخفض وقياس السعرات الحرارية للتدفق على حركية الارتباط الأولية للزرنيخات عند الواجهة العضوية-الهيماتيت.[22]
5. حسابات نظرية الكثافة الوظيفية لامتصاص حمض أحادي ميثيل أرسونيك على مجموعات أكسيد الحديد المائي.[23]
6. تأثيرات التشتت على الديناميكا الحرارية وحالات الانتقال لامتصاص حمض ثنائي ميثيل الأرسينيك على مجموعات أكسيد الحديد المائي من حسابات نظرية الكثافة الوظيفية.[24]

## الجوائز
- جائزة بيترو كندا للمبتكرين الشباب لعام 2008.[11]
- جائزة الاستحقاق لجمعية أعضاء هيئة التدريس بجامعة ويلفريد لورييه لعام 2012.[17]
- المعهد العربي الكندي في تورنتو العرب الكنديون يستحقون المتابعة لعام 2016.[8]
- جائزة التميز البلاتينية لجوائز المسلمين للتميز لعام 2016.[25]
- جائزة الاستحقاق لجمعية أعضاء هيئة التدريس بجامعة ويلفريد لورييه لعام 2016.[17]
- جائزة تحالف كيتشنر-واترلو للنساء المسلمات الملهمات لعام 2017.[26]
- جائزة الاستحقاق لجمعية أعضاء هيئة التدريس بجامعة ويلفريد لورييه لعام 2018.[17]
- قائد العلوم البيئية لجمعية السموم البيئية والكيمياء لعام 2018.[27]